# Konstanty Kisała
Konstanty Kisała (ur. 4 stycznia 1935 w Kraczkowej, zm. 30 stycznia 2014) – polski lekkoatleta, specjalizujący się w biegach średniodystansowych.

## Osiągnięcia
- Mistrzostwa Polski seniorów w lekkoatletyce
  - Olsztyn 1960 – brązowy medal w biegu na 800 m
  - Nowa Huta 1961 – brązowy medal w biegu na 800 m

## Rekordy życiowe
- bieg na 800 metrów
  - stadion – 1:50,3 (Warszawa 1961)
- bieg na 1000 metrów
  - stadion – 2:25,2 (Spała 1961)